# Ménière-kór
A Ménière-kór, amelyet először Prosper Ménière orvos írt le 1861-ben, egy idiopátiás kórkép, amely a belső fül membrános labirintusában (endolimfa) lévő folyadék térfogatának növekedésével jár, ami akut szédülési rohamokat okoz hányingerrel és spontán szemtekerezgéssel (önkéntelen ciklikus szemmozgások) kísérve.
További tünetek a fülzúgás (a kellemetlen hangok, például fütyülés vagy zümmögés szubjektív érzékelése), a fülek teltségérzete, egyoldalúan ingadozó szenzorineurális halláscsökkenés. Ezek a tünetek epizodikus, előre nem látható rohamokként és meghatározhatatlan időközönként jelentkeznek, amelyek 20 perctől 12 óráig vagy tovább tarthatnak, és mozgással súlyosbodhatnak. A betegség okai még mindig ismeretlenek, de feltételezik, hogy genetikai eredetű, vagy más betegségekhez köthető. 

## Gyakorisága
A Ménière-kór prevalenciája 0,27%, és főként a 40 és 60 év közötti nőket érinti.

## Etiológiája
Az endolymphaticus hydrops állapotának oka ismeretlen. Etiológiája többtényezős lehet, és különböző mechanizmusokat foglal magában, például genetikai hajlamot, vírusfertőzéseket, túlérzékenységi reakciókat, valamint az endolymphaticus vezeték és tasak anatómiai jellemzőit. A legújabb tanulmányok a krónikus cerebrospinális vénás elégtelenség (CCSVI)  és az akvaporinok szerepét feltételezték. Egyes betegeknél a dohányzás, az alkoholfogyasztás, a túlzott koffeinfogyasztás kiváltója lehet a „válságnak”, de még messze vagyunk attól, hogy azonosítsuk az ok-okozati összefüggést.

## Diagnózisa
A diagnózis a vertigo (szédülés) klinikai és műszeres jellemzőinek értékelésén, valamint az audiometriai vizsgálat eredményein alapul. Hasznos lehet további műszeres vizsgálatok elvégzése a differenciáldiagnózis tisztázása érdekében, mint például a mágneses magrezonancia vagy a vestibularis myogenic által kiváltott potenciálok. Az Amerikai Fül-orr-gégészeti, Fej- és Nyaksebészeti Akadémia szerint a diagnosztikai kritériumok a következők:
A Ménière-kór meghatározása:
- Két vagy több spontán szédülési epizód, amelyek mindegyike 20 perc és 12 óra között áll fenn.
- Szenzorineurális halláscsökkenés közepes-alacsony frekvenciájú audiometriával az érintett fülben, legalább egy alkalommal szédülés előtt, alatt vagy után.
- Ingadozó hallási tünetek (halláscsökkenés, fülzúgás, dugulásérzet) az érintett fülben.
- A diagnózis nem magyarázható jobban egy másik vestibuláris rendellenességgel.

Valószínű Ménière-kór:
- Két vagy több szédülési epizód, amely 20 perc és 24 óra között tart.
- Ingadozó hallási tünetek (halláscsökkenés, fülzúgás, dugulásérzet) az érintett fülben.
- A diagnózis nem magyarázható jobban egy másik vestibuláris rendellenességgel.

A betegséget nem szabad összetéveszteni más szédüléses patológiákkal, mint például a jóindulatú helyzeti szédülés, amely bár hasonló szédülést mutat, etiopatogenézise teljesen eltérő, halláskárosodást és fülzúgást nem okoz.

## Tünetek
- Szédülés
- Hányinger
- Hányás
- Fülzúgás
- Füldugulás érzése (teljes)
- Hirtelen siketség
- Ingadozó halláscsökkenés („néha úgy tűnik, hogy jobban, máskor nagyon rosszul érzem magam”)

## Kezelése
Az akut fázis tüneti kezelésében antihisztaminok (betahisztin), benzodiazepinek, hányáscsillapítók (metoklopramid) és diuretikumok (klorotiazid, klórtalidon, karboanhidráz-gátlók) alkalmazhatók.
A vertigo kontrollálásának hiánya esetén kortizon vagy gentamicin intratympanicus infiltrációja értékelhető. A gentamicin egy aminoglikozid típusú antimikrobiális szer, amelyet a Ménière-kórban ototoxikus hatásai miatt kémiai labirintektómia indukálására és a rohamok megismétlődése ellen alkalmaznak.
Más invazívabb sebészeti megközelítések magukban foglalják az endolymphaticus zsák dekompresszióját vagy a vestibularis neurectomiát.
Egyes szakemberek alacsony nátriumtartalmú diétát javasolnak, ezért szükséges a sószegény ételek fogyasztása, és kerülni kell a konyhasó (nátrium-klorid) hozzáadását az ételekhez, anélkül, hogy jódozott sót kellene igénybe venni, amely ugyanazokat a rendellenességeket okozza. Fontos megérteni, hogy a nátrium nemcsak a konyhasóban található, hanem sok más főtt és nyers ételben is, például kolbászokban, felvágottakban, sajtokban, közönséges kenyérben, kekszekben és általában pékárukban, tonhalkonzervben, füstölt lazacban, zacskós levesekben. konzervekben, fagyasztott készételekben, szószokban (például ketchup és majonéz), valamint figyelni kell a nátrium-glutamát és a szódabikarbónára.
Más tényezők, amelyek Ménière-szindrómás betegeknél szédülést válthatnak ki: a koffein bevitele (amelyet a kávé, tea, csokoládé, energiaitalok tartalmaznak) és a nagy adag cukor. Ezért egyes orvosok azt javasolják, hogy korlátozzák a koffein és a cukor fogyasztását, még akkor is, ha nincsenek végleges bizonyítékok e két anyag és a Ménière-szindróma közötti összefüggésre.
A szindróma még nem vált a fogyatékosságot okozó patológiák részévé, de jósló tüneteit már felismerték.

## Prognózisa
A Ménière-betegség általában csak az egyik fülben kezdődik, de idővel gyakran az ellenoldali fülre is kiterjed. A kétoldali állapotú betegek száma vitatott, a becslések 17% és 75% között mozognak. Az esetek 1%-ában szokatlan csápnövekedést találtak a polipoloid gumó elülső mediális részén.
Súlyos esetekben néhány ilyen állapotú beteg elveszítheti szokásos munkavégzési képességét, és súlyos fogyatékosság alakul ki nála. A betegek többségének (60-80%) azonban nem kell maradandó rokkantsággal szembesülnie, és orvosi segítséggel vagy anélkül meggyógyul.
A halláskárosodás korai szakaszában általában ingadozik, a későbbiekban pedig stabilabbá válik, bár a hallásimplantátumok és a cochleáris implantátumok segíthetnek. A fülzúgás előfordulása kiszámíthatatlan lehet, de a betegek általában idővel megszokják.
Mivel a Ménière-kór előre nem látható, kórjóslata változó. A rohamok fokozódhatnak, csökkenhet a súlyosságuk, vagy változatlan állapotban is fennmaradhatnak.
A végzett vizsgálatok azt mutatják, hogy a jobb fülükre betegek kognitív teljesítménye jelentősen romlik. Az általános intellektuális képességek azonban nincsenek akadályozva, de látható, hogy a betegség tartós fennállása teljesítménycsökkenést okozhat.

## A művészetben
A Ménière-szindrómát a Fantozzi mindenki ellen című film említi, amikor a főszereplő Filini és a  kollégája próbálják kizáratni magukat egy kerékpárversenyről, úgy téve, mintha a szindróma által érintettek volnának.
A Mézeshetek című filmben a nyűgös orvos, Raniero (Carlo Verdone) megpróbálja igazolni felesége Fosca szorongó-depressziós tüneteit, enyhe Ménière-szindrómához sorolva őket.

## Fordítás
Ez a szócikk részben vagy egészben  a   Sindrome di Menière című olasz Wikipédia-szócikk ezen változatának fordításán alapul.  Az eredeti cikk szerkesztőit annak laptörténete sorolja fel. Ez a jelzés csupán a megfogalmazás eredetét és a szerzői jogokat jelzi, nem szolgál a cikkben szereplő információk forrásmegjelöléseként.